# Gertrude Urzidil
Gertrude Urzidil (geboren als Gertrud Thieberger am 20. Juli 1898 in Goltsch-Jenikau, Böhmen, Österreich-Ungarn; gestorben 1977 in New York) war eine deutschsprachige Dichterin in Prag und New York.

## Leben

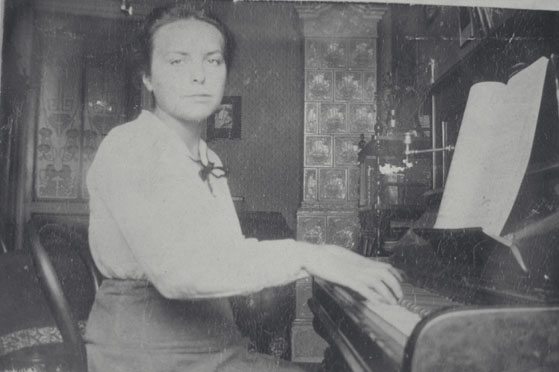
Gertrude Thieberger, 1918

Der Vater Karl Thieberger war Rabbiner und Religionslehrer im böhmischen Goltsch-Jenikau, die Mutter war Sophie, geborene Wachtl. Der ältere Bruder Friedrich Thieberger wurde jüdischer Religionsphilosoph, der jüngere Ernst Thieberger wurde Jurist, es gab noch die Schwester Nelly, verheiratete Engel.
Die Familie zog um 1900 nach Prag. Dort besuchte Gertrud Thieberger das deutsche Mädchenlyzeum von 1908 bis 1916. Anschließend immatrikulierte sie sich kurzzeitig an der deutschen Karl-Ferdinands-Universität. 1917 besuchte sie die Handelsschule Bergmann in Prag.
1918 lernte Gertrud den Dichter Johannes Urzidil kennen. Sie verkehrte seitdem häufig im Café Arco, wo sich die junge deutschsprachige Literaten- und Künstlerszene traf. 1922 heirateten sie. Dies führte zum Bruch mit der orthodoxen Mutter und dem Bruder Friedrich, da ihr Mann zwar eine jüdische Mutter, aber keinen jüdischen Vater hatte. Dieser war zu dieser Zeit Presseattaché an der Deutschen Botschaft in Prag, später wurde er Leiter der Presseabteilung. 1933 verlor er diese Tätigkeiten. Danach lebten beide in Josefsthal im Böhmerwald.
1939 musste die Familie nach der deutschen Besetzung die Tschechoslowakei verlassen. Sie kamen über Italien nach England. 1941 emigrierten sie nach New York.
Dort hatte ihr Ehemann zwar ab 1951 eine relativ gute Stellung beim Radiosender Voice of America. Gleichwohl trug Gertrude mit der Betreuung von Kindern zum Lebensunterhalt bei. Später hielt sie Vorträge über die Prager deutsche Literatur. 1977 starb sie in New York.

## Publizistisches Werk
Gertrude Urzidil veröffentlichte Gedichte in  Tageszeitungen wie dem Prager Tagblatt und Bohemia. Nach 1955 erschienen einige weitere in Textanthologien. Literaturhistorisch bedeutsam sind ihre mündlichen und schriftlichen Berichte über die Prager deutsche Literaturszene um 1918, mit Autoren wie Franz Kafka, Max Brod und Franz Werfel. Mit weiteren Autoren, darunter Arthur Schnitzler und Willy Haas, pflegte sie den Briefaustausch.